# Cabala (esoterismo)

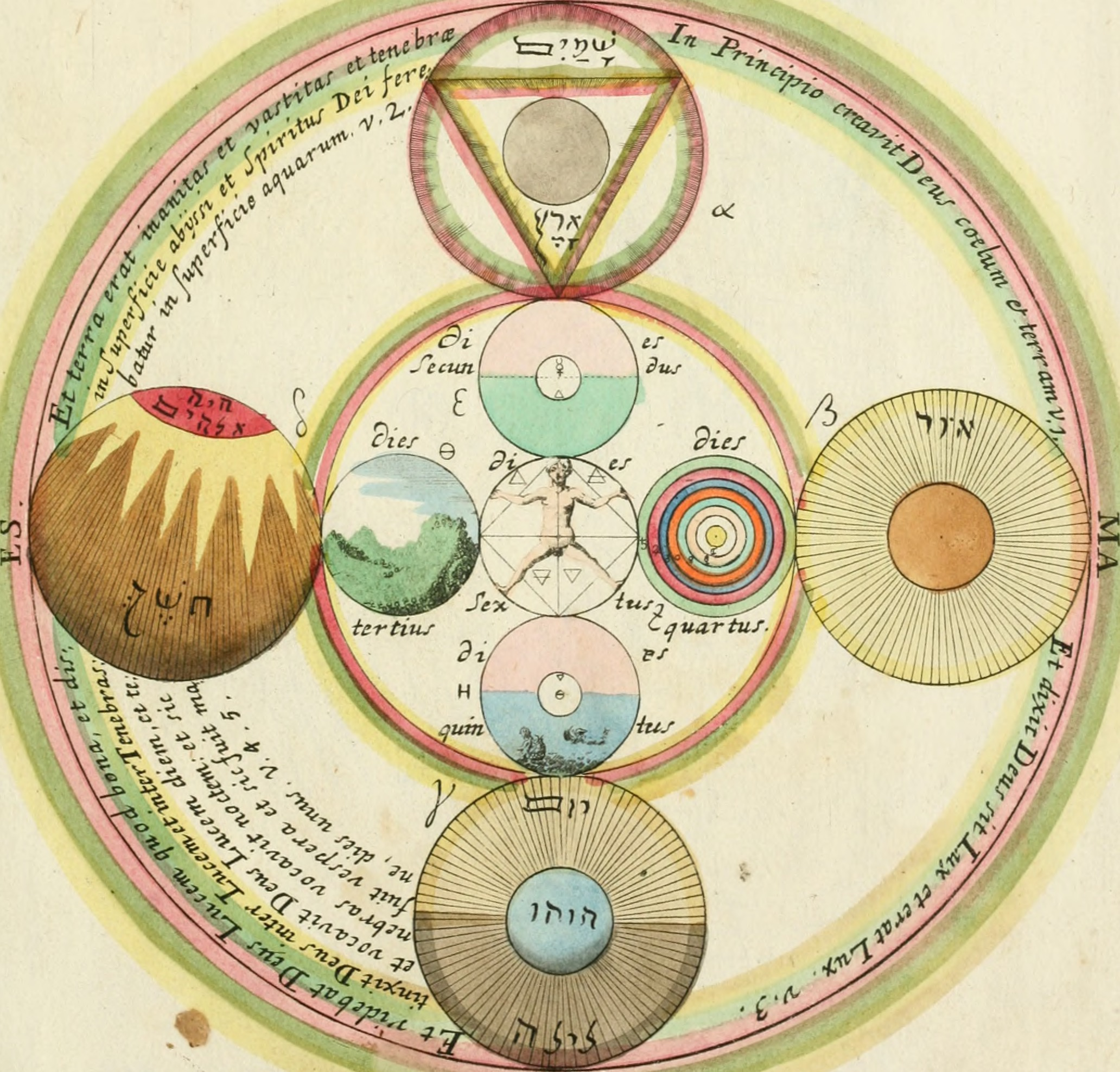
Illustrazione della cabala cosmologica nell'Opus mago-cabalisticum et theologicum, di Georg von Welling (1719)

La Cabala esoterica, o Cabala ermetica (cabala: letteralmente "tradizione", "ricevimento" o "rendiconto"), nella tradizione culturale occidentale rappresenta il punto di incontro principe per tutti i rami dell'esperienza esoterica ed iniziatica: magia, occultismo, gnosi, orfismo, ecc. Prende spunto dall'approccio esoterico della cabala ebraica per poi, nei risvolti dell'odierno occultismo, uscire dai confini essenzialmente religiosi di quell'esperienza.
Il pensiero cabalistico costituisce la filosofia basilare e la struttura sottesa alle società magiche come l'Ordine Ermetico dell'Alba Dorata, gli ordini thelemici, le società mistico-religiose come la Compagnia dei Rosacroce, ed è un precursore dei movimenti neopagani, Wicca e New Age. La Cabala ermetica è il fondamento della Qabalah Qliphotica studiata dagli ordini del sentiero sinistrorso, come il Typhonian Ordo Templi Orientis.
La Cabala ermetica occulta nacque insieme alla corrente cabalistica cristiana del Rinascimento europeo, diversificandosi in Cabala esoterica cristiana, non-cristiana, o anti-cristiana a seconda delle varie scuole dell'era moderna. Si basa su un gran numero di influenze, in particolare: Cabala ebraica, astrologia occidentale, alchimia, religioni pagane soprattutto egiziane e greco-romane (da cui il sincretismo di Ermete), neoplatonismo, gnosticismo, il sistema enochiano di magia angelica prodotto da John Dee e Edward Kelley, ermetismo, tantra e simbolismo dei tarocchi. La cabala ermetica differisce dalla forma ebraica nell'essere più dichiaratamente un sistema sincretico, pur condividendo molti concetti con la Cabala ebraica.

Albero sefirotico che mostra i percorsi del sentiero luminoso.

L'interesse odierno per la Cabala esoterica è causato dai suoi sottili riferimenti psicologici che, secondo gli appassionati, ne fanno un ottimo strumento di riflessione e indagine dell'animo umano, talora paragonato per potenza ai simboli della mitologia greca.

## Insegnamenti

### Concetto di divinità
Un interesse primario della Cabala ermetica è la natura della divinità, fondato su un concetto che è alquanto differente da quello presentato dalle religioni monoteiste; in particolare non c'è quella rigorosa separazione tra divinità e umanità che esiste invece nel monoteismo. La Cabala ermetica si attiene al concetto neoplatonico che l'universo manifesto, di cui fa parte la creazione materiale, sorse da una serie di emanazioni della deità.
Tali emanazioni furono generate da tre stati preliminari che si considera abbiano preceduto la manifestazione. Il primo è lo stato di nullità completa, noto come Ein (in ebraico אין‎?, "nulla"); il secondo stato, considerato una "concentrazione"di Ein, è Ein Soph (אין סוף, "senza limiti, infinito"); il terzo stato, prodotto da un "movimento" di Ein Soph, è Ein Soph Or (אין סוף אור, "luce illimitata"), ed è da questo splendore iniziale che si origina la prima emanazione della creazione.

### Le Sefirot nella Cabala esoterica

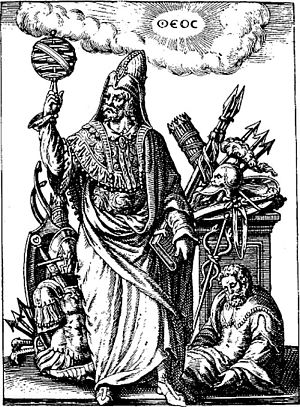
Ermete Trismegisto, personaggio leggendario venerato come maestro di sapienza e ritenuto l'autore del Corpus hermeticum

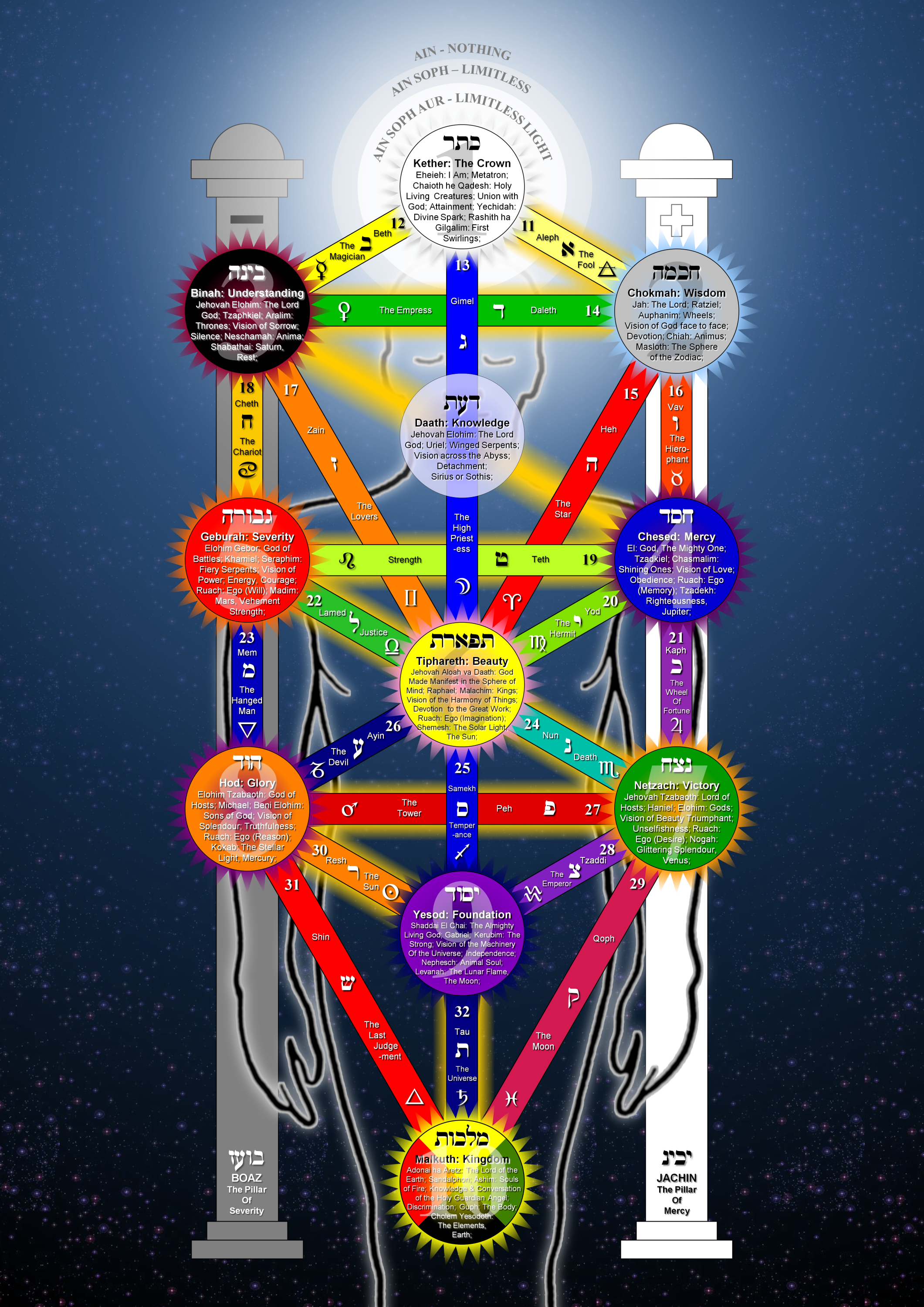
L'Albero della Vita cabalistico organizzato secondo la teoria ermetica dei "Servitori della Luce"

Le emanazioni della creazione generate da Ain Suph Aur sono dieci e si chiamano Sephiroth (סְפִירוֹת, sing. Sephirah סְפִירָה, "enumerazione"). Queste sono concettualizzate alquanto diversamente da quelle presenti nella Cabala ebraica.
Da Ain Suph Aur si cristallizza Kether, prima sephirah dell'albero della vita ermetico. Da Kether emanano a turno il resto delle Sephirot: Kether (1), Chokhmah (2), Binah (3), Daat, Chessed (4), Ghevurah (5), Tiferet (6), Nezach (7), Hod (8), Yessod (9), Malkuth (10). A Daat non viene assegnato un numero poiché è considerata parte di Binah o sephirah nascosta.
Ogni sephirah è considerata emanazione dell'energia divina (spesso descritta come "la luce divina") che scaturisce dall'immanifesto, attraverso Kether nella manifestazione. Questo flusso di luce è indicato dal lampo mostrato dai diagrammi dell'albero sefirotico e che attraversa in turno ciascuna sephirah secondo la rispettiva numerazione.
Ogni sephirah è un nesso di energia divina e ciascuna ha un certo numero di qualità, che permettono al cabalista di comprendere le caratteristiche di ogni specifica sephirah. Il modo di attribuire le diverse qualità a ciascuna sephirah è una delle differenze che contraddistingue la natura della Cabala esoterica dalle altre. Ad esempio, alla sephirah Hod vengono attribuite gloria, intelligenza perfetta, gli otto del mazzo dei tarocchi, il pianeta Mercurio, il dio egizio Thot, l'arcangelo Michele, il dio romano Mercurio e l'elemento alchemico Mercurio. Il principio generale implicito è che il cabalista mediterà su tutte queste attribuzioni e tramite esse acquisirà una comprensione del carattere della sephirah, incluse tutte le sue corrispondenze.

### Tarot ed Albero della vita
I cabalisti esoterici considerano le carte dei tarocchi come chiavi per accedere all'Albero della Vita. Le 22 carte, compresi i ventuno arcani più il Matto o Zero, sono spesso chiamate i "Trionfi" o "Grandi Misteri" ("Arcani maggiori") e sono viste come corrispondenti alle ventidue lettere ebraiche ed i ventidue sentieri dell'Albero; dall'asso al dieci in ogni seme corrispondono le dieci Sephiroth nei cinque mondi cabalistici; e le sedici carte di corte riguardano gli elementi classici presenti in quattro dei cinque mondi (il quinto mondo primordiale, Adam Qadmon, è spesso escluso a causa della sua trascendenza). Mentre le Sephiroth descrivono la natura della divinità, i percorsi tra di loro descrivono i modi per conoscere il Divino.

## Storia

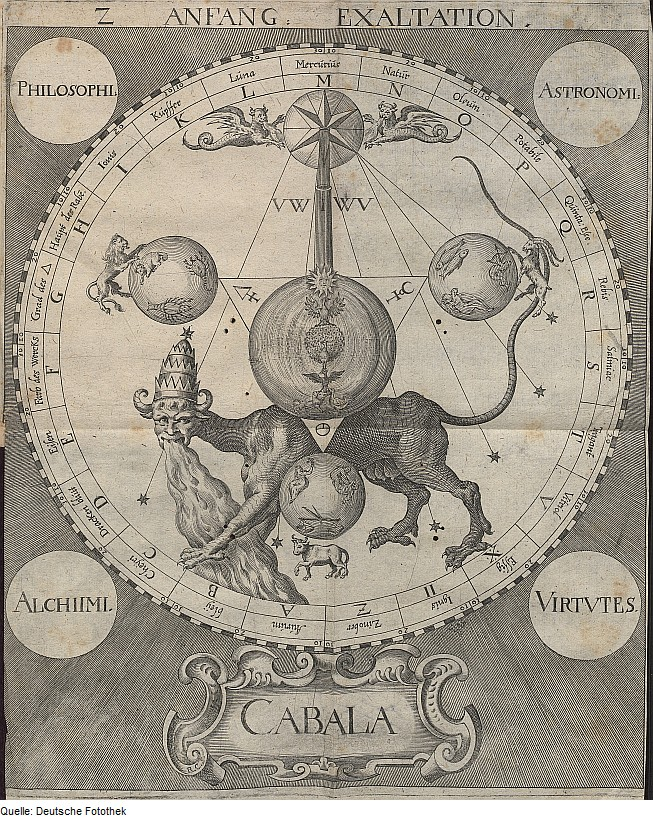
Sincretismo di Cabala, Alchemia, Astrologia ed altre discipline esoterico-ermetiche in un'illustrazione tedesca del 1616

### Origini della Cabala esoterica
La visione tradizionalista ebraica ancorata alle origini della Cabala ebraica la considera come uno sviluppo intrinseco dall'interno della religione ebraica, talora espressa attraverso una terminologia sincretica presa dal neoplatonismo medievale ebraico. Studiosi contemporanei della mistica ebraica hanno rivalutato la teoria di Gershom Scholem secondo la quale la nuova dottrina della Cabala Medievale assimilò una precedente versione ebraica dello gnosticismo; Moshe Idel invece ha ipotizzato una continuità storica di sviluppo a partire dal primo misticismo ebraico. In contrasto, gli ermetici hanno formulato opinioni differenti circa le origini della Cabala. Alcuni autori vedono tali origini non nel misticismo ebraico, o nello gnosticismo egizio, ma in una tradizione occidentale che si origina dalla Grecia classica con radici culturali indoeuropee, in seguito adottate da mistici ebrei.
Secondo tale opinione, la "Cabala ermetica-esoterica" sarebbe la Cabala originale, sebbene la parola stessa sia ebraica, precedente alla Cabala ebraica o alla Cabala cristiana: in parallelo al processo storico di conversione al cristianesimo dei pagani, i circoli mistici ebraici furono in grado di incorporare la ghematria e l'Albero della Vita nei propri concetti e nella struttura monoteistica senza quasi sollevare diffidenze. I cristiani invece vennero perseguitati proprio per lo stesso processo, poiché simile al loro panenteismo politeistico precristiano. Con il Rinascimento, il cristianesimo avrebbe riscoperto questa "sapienza" nell'ebraismo.

### Occultismo rinascimentale
La Cabala ebraica venne assorbita dalla tradizione ermetica perlomeno nel XV secolo quando Giovanni Pico della Mirandola promosse un mondo sincretico combinando platonismo, neoplatonismo, aristotelismo, ermetismo e Cabala. Heinrich Cornelius Agrippa (1486–1535), mago tedesco, scrittore occulto, teologo, astrologo ed alchimista, scrisse l'influente De Occulta Philosophia libri III, incorporando la Cabala nella sua teoria e pratica della magia occidentale. Contribuì molto alla visione rinascimentale del rapporto della magia rituale col cristianesimo. Il sincretismo ermetico di Pico fu ulteriormente sviluppato da Athanasius Kircher, prete gesuita, eclettico ermetista, che scrisse estensivamente in materia nel 1652, aggiungendo nella miscela altri elementi come l'Orfismo e la mitologia egizia.

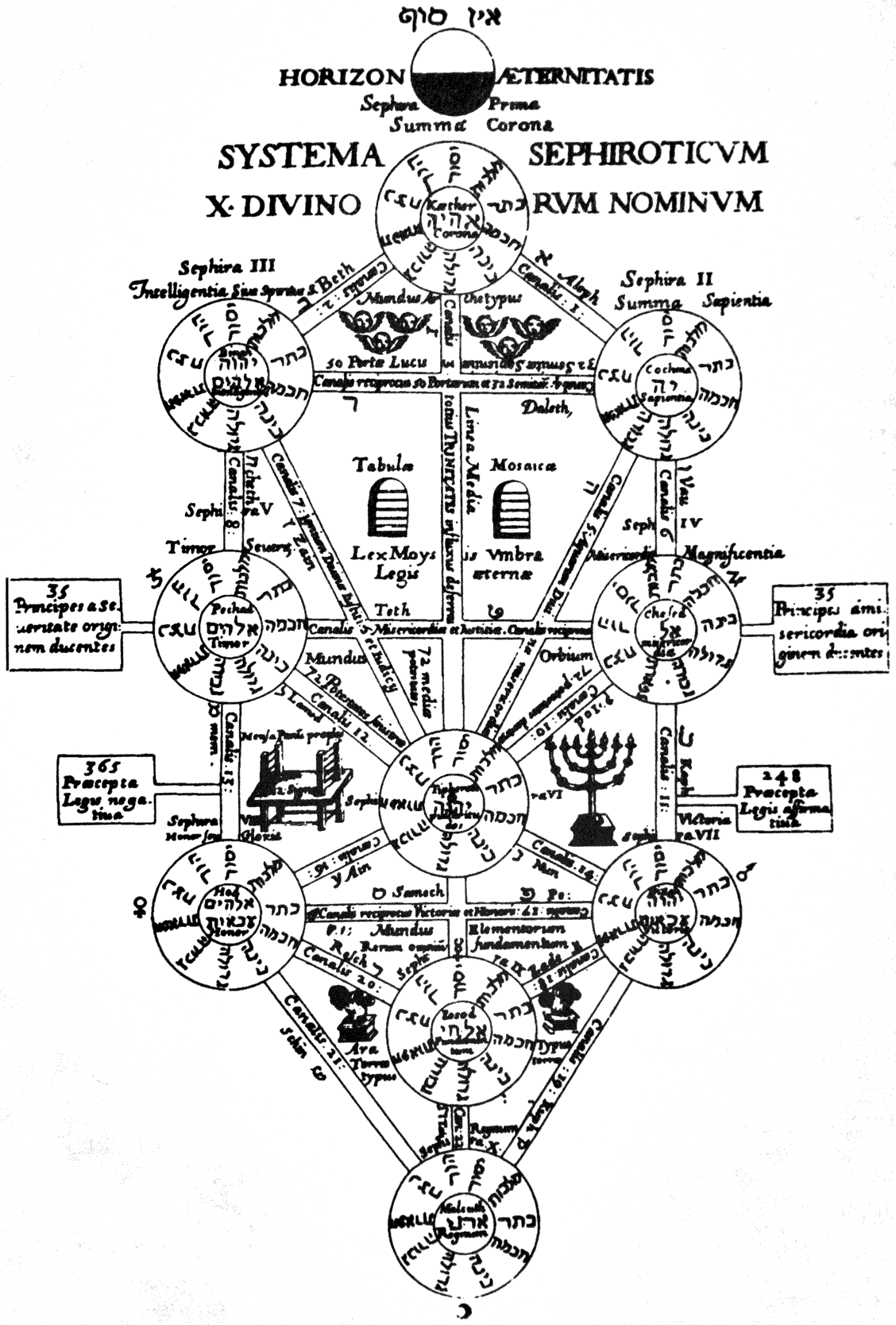
L'"Albero di Kircher": illustrazione di Athanasius Kircher del 1652, in cui rappresenta l'Albero della Vita basandosi su una versione del 1625 di Philippe d'Aquin. È tuttora l'ordinamento più comune di Sephiroth e sentieri nell'Albero della Cabala ermetica

### Società esoteriche illuministiche
Una volta che l'ermetismo non fu più approvato dalla Chiesa cristiana, divenne clandestino e si formarono numerose confraternite ermetiche. Con l'età della ragione illuminista ed il suo scetticismo per la religione tradizionale, la tradizione della Cabala cristiana exoterico-teologica diminuì, mentre nella tradizione misterica occidentale fiorì la Cabala ermetica esoterica-occulta. La Cabala non ebraica, a differenza della censura mainstream della corrente magica da parte della Cabala ebraica, divenne una componente centrale dell'occultismo occidentale, del paranormale e della divinazione.
Il Rosicrucianesimo e le branche esoteriche della frammassoneria insegnavano filosofie religiose, Cabala e magia divina in fasi progressive di iniziazione. I loro insegnamenti esoterici e la struttura delle società segrete, con un corpo esterno governato da un livello interno di adepti, ispirò il formato delle organizzazioni esoteriche moderne.

### Revival magico

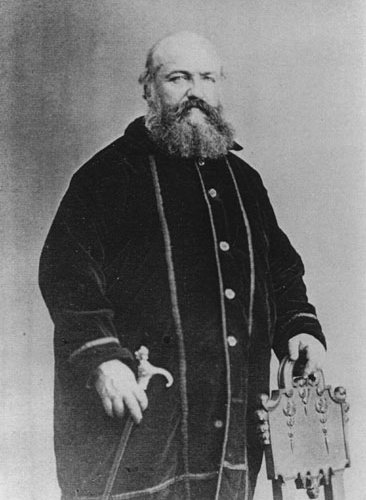
Eliphas Lévi

Il Romanticismo post-illuminista incoraggiò l'interesse sociale nell'occultismo, di cui faceva parte la narrativa cabalistica ermetica. Il libro intitolato The Magus (1801) di Francis Barrett, manuale di magia cerimoniale, ottenne poco successo finché arrivò ad influenzare l'entusiasta francese Eliphas Lévi (1810-1875). I suoi fantasiosi abbellimenti letterari di invocazioni magiche presentarono il cabalismo come sinonimo sia della cosiddetta magia bianca sia della cosiddetta magia nera. Le innovazioni di Lévi inclusero l'attribuzione delle lettere ebraiche alle carte dei Tarocchi, formulando così un legame tra magia occidentale ed esoterismo ebraico, rimasto da allora fondamentale nella magia occidentale. Lévi ebbe un impatto profondo sul contenuto magico dell'Ordine Ermetico dell'Alba Dorata (Golden Dawn). Grazie agli occultisti che si ispirano a lui (tra cui Aleister Crowley, che si considerava la reincarnazione di Lévi) Lévi viene ricordato come uno dei fondatori della rinascita della magia nel XX secolo.

### Ordine Ermetico dell'Alba Dorata
La Cabala ermetica fu estensivamente sviluppata dall'Ordine Ermetico dell'Alba Dorata (orig. ingl. Hermetic Order of the Golden Dawn),  Nell'ambito della Golden Dawn, la fusione dei principi cabalistici come le dieci Sephirot con le divinità greche ed egizie fu reso più coesivo ed esteso a comprendere altri sistemi come quello enochiano della magia angelica di John Dee e certi concetti orientali (particolarmente quelli indù e buddhisti), tutti nel contesto di una struttura di ordine massonico o rosicruciano.
Aleister Crowley, che appartenne alla Golden Dawn prima di formare i suoi ordini magici personali, è l'esponente più noto della Magia Ermetica o "Magick" come preferiva chiamarla. Il libro di Crowley, Liber 777, dà una chiara idea del più vasto approccio ermetico. È una serie di tabelle di corrispondenze relative alle varie parti di magia cerimoniale  e di religione occidentale e orientale rispetto ai trentadue numeri che rappresentano le dieci sfere (Sephirot) più i ventidue percorsi dell'Albero cabalistico della vita. La natura panenteistica dei cabalisti ermetici vi risulta evidente, poiché basta consultare la relativa tabella per vedere che Chessed (in ebraico חסד‎?, "Misericordia") corrisponde a Giove, Iside, il colore blu, Poseidone, Brahmā e ametista.

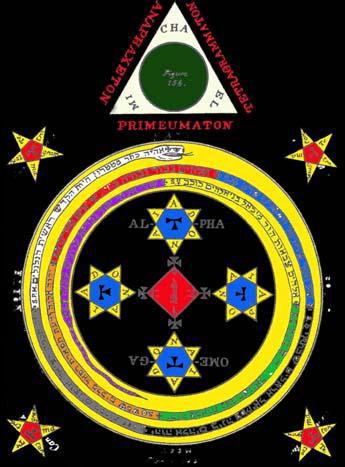
Variante di cerchio e triangolo di Aleister Crowley, usato nell'evocazione dei settantadue spiriti dell'Ars Goetia

Crowley diede la seguente definizione di Cabala:
1. Un linguaggio atto a descrivere certe categorie di fenomeni e a esprimere certi tipi di idee che sfuggono alla normale fraseologia. Puoi paragonarla alla terminologia scientifica della chimica.
2. Una terminologia multiforme ed elastica mediante la quale è possibile mettere a confronto processi mentali che appaiono diversi a causa delle costrizioni imposte dalle peculiarità delle varie espressioni letterarie. Puoi paragonarla a un lessico, o ad un trattato di religione comparata.
3. Un simbolismo che consente a chi pensa di formulare le proprie idee con assoluta precisione e uno strumento per interpretare simboli, il cui significato è divenuto oscuro, è stato dimenticato, o è mal compreso, stabilendo le necessarie connessioni fra l'essenza delle forme, i suoni, le idee semplici (come i numeri) ed i loro equivalenti spirituali, morali o intellettuali. Puoi paragonarla all'interpretazione delle arti antiche mediante considerazioni estetiche determinate da fatti fisiologici.
4. Un sistema di classificazione di idee multiformi, che rende in grado la mente di aumentare il suo vocabolario di pensieri e di fatti mediante la loro organizzazione e correlazione. Puoi paragonarla alla tavola pitagorica.
5. Un sistema per procedere dal noto all'ignoto mediante principi simili a quelli della matematica. Puoi paragonarla all'uso della radice quadrata di meno uno, o del numero « e », eccetera.
6. Un criterio sistematico mediante il quale l'esattezza delle corrispondenze può essere verificata grazie all'esame delle scoperte nuove alla luce della loro coerenza con l'intero corpo della dottrina. Puoi paragonarla all'esame del carattere e della posizione di un individuo in base alle convenzioni educative e sociali.»

(Da The Libri of Aleister Crowley)

### Dopo la Golden Dawn
Molti dei rituali della Golden Dawn furono pubblicati da Crowley, alterati in vari modi per allinearli al suo approccio magicko New Aeon. Israel Regardie successivamente compilò le forme più tradizionali di tali rituali e le pubblicò come libri.
Dion Fortune, un'adepta di Alpha et Omega (una propaggine di Golden Dawn), che poi fondò la Fraternity of the Inner Light (Fraternità della Luce Interiore) scrisse il libro fondazionale The Mystical Qabalah, ampiamente considerato uno delle migliori introduzioni generali alla Cabala ermetica moderna.
Paul Foster Case (1884–1954) fu un occultista americano e autore di libri influenti sui tarocchi occulti e la Cabala. Fondò la scuola misterica Builders of the Adytum ("B.O.T.A."), basata sull'Hermetic Order of the Golden Dawn e sul sistema della loggia massonica blu, in seguito ampliata dall'occultista Ann Davies (1912–1975). B.O.T.A. insegna psicologia esoterica, tarocchi occulti, Cabala ermetica, astrologia e meditazione.
Pat Zalewski è uno studente dell'occultista Jack Taylor, che a sua volta fu discepolo di Robert Felkin (1853–1926) della scuola Golden Dawn praticata in Nuova Zelanda, dopo che Felkin vi emigrò. Zalewski ha pubblicato numerosi libri sulla Cabala ermetica e la tradizione dell'Alba Dorata.
Samael Aun Weor (1917-1977) ha scritto importanti opere che discutono della Cabala nell'ambito di varie religioni, come quella egizia, pagana e centroamericana, specialmente nel suo libro The Initiatic Path in the Arcana of Tarot and Kabbalah.

## Influenza nella cultura di massa
La cantante Madonna, che in passato si era definita cattolica, si sarebbe convertita nei primi anni 2000 a una forma di cabalismo, convertendo al suo credo anche diversi altri membri del jet set statunitense, fra cui Demi Moore, Britney Spears, Gwyneth Paltrow e Ariana Grande.
Un retaggio della cabala esoterica nella cultura popolare è quella basata sull'interpretazione numerologica delle cifre e dei sogni, conosciuta come Smorfia napoletana.